# Peyrusse
Peyrusse é uma comuna francesa na região administrativa de Auvérnia-Ródano-Alpes, no departamento de Cantal. Estende-se por uma área de 28,78 km². Em 2010 a comuna tinha 152 habitantes (densidade: 5,3 hab./km²).